# In the Flames of Black Art
In the Flames of Black Art ([ɪn ðə flemz əv blæk ɑrt]) — дебютный полноформатный студийный альбом польской группы Darzamat, вышедший в 1997 году.

## Об альбоме
In the Flames of Black Art был записан в польской студии Cyber. Запись всего материала была проведена участниками группы самостоятельно. Дальнейшая обработка материала была сделана звукоинженером, участвовавшим в записи, в присутствии самого коллектива.
Ударные на записи были синтезированы.
Первоначально запись вышла в свет в конце 1996 года на аудиокассете и компакт-диске при поддержке Croon в Польше. Официальной датой выхода альбома, тем не менее, принято считать 1997 год, когда материал был издан Faithless на компакт-диске в Европе. В 2002 году Metal Mind переиздали запись. Новый выпуск содержит дополнительную дорожку в виде композиции «Storm» в новой обработке, сделанной в Post Street — уже созданной на то время студии Simon (Darzamath). В СНГ за выпуск последнего издания взялись IROND.

## Обложка
Рисунок обложки 1996 года содержал изображение совершенно нагой женщины, которое явно выражало сексуальную тематику. В 1997-м, с общеевропейским выпуском обложка была заменена на новую. На ней были изображены по-прежнему голые мужчина и женщина, но тематика рисунка была представлена в несколько более непринужденном свете. В 2002 году для третьего издания была разработана очередная обложка. Изображение на последнем рисунке содержит нейтральный образ девушки на фоне фантастического архитектурного строения — арки.
Третью обложку для альбома разработал знаменитый художник, фотограф и дизайнер Graal, известный, среди прочего, своим постоянным сотрудничеством с культовым польским коллективом Behemoth.

## Концепция и название
Название альбома «In the Flámes of Black Art» (рус. В пламени чёрной магии) намекает на мистическую и оккультную составляющую стилистики записи. Название очень символично, как и музыка. Текст написан столь же символистскими методами, но весьма драматично. В концепции используется множество аллегорий, которые можно читать по-разному. Текст, тем не менее, в основном об эмоциях. В пространстве, обыгранном в тематике альбома, преобладают вымышленные образы и события.
Композиция «Secret Garden» посвящена богине, от имени которой происходит название коллектива. Причастие мифологии также глубоко отражено в общей тематике творчества группы.

## Содержание CD первого и второго издания

### Основные композиции
1. «In the Flames of Black Art» — 3:53
2. «Legend?» — 7:34
3. «Secret Garden» — 4:52
4. «Inevitable Eclipse» — 2:56
5. «Seven Golden Fires» — 8:17
6. «Theatre of Rapture» — 6:41
7. «The Dream» — 4:14
8. «Storm» — 2:32[1][2]

## Содержание CD третьего издания

### Основные композиции
1. «In the Flames of Black Art» — 3:53
2. «Legend?» — 7:15
3. «Secret Garden» — 4:54
4. «Inevitable Eclipse» — 2:57
5. «Storm» — 2:34
6. «Seven Golden Fires» — 8:19
7. «Theatre of Rapture» — 6:43
8. «The Dream» — 4:15
9. «Storm» (в новой обработке) — 4:28[2]

## Участники записи

### Коллектив Darzamat
- Рафал «Flauros» Горал — вокал
- Шимон «Darzamath, Simon» Струшек — гитара, бас-гитара, клавишные, программирование
- Катажина «Kate» Банашак — вокал

### Техническая сторона
- Марцин Микульски — звукоинженер, сведение, микширование, мастеринг

### Художественная работа
- Войтек Валчук — первая обложка
- Faithless Productions — вторая обложка
- Метас Кёрланд — вторая обложка
- Томаш «Graal» Данилович — третья обложка[1][2][5]